# オーガスタス・ケッペル (初代ケッペル子爵)
初代ケッペル子爵オーガスタス・ケッペル（英: Augustus Keppel, 1st Viscount Keppel, 1725年4月25日 - 1786年10月2日）は、イギリスの提督、枢密顧問官。七年戦争やアメリカ独立戦争などに参加し、後者では海軍大臣もつとめていた。

## 生涯

### 前半生
オーガスタス・ケッペルは1725年4月25日に生まれた。父親は第2代アルベマール伯爵ウィレム・ヴァン・ケッペルで、オーガスタスは次男だった。彼は10歳で船に乗り、1740年のジョージ・アンソンの世界周航にセンチュリオンの乗組員として参加したときには既に5年の軍歴を経ていた。ケッペルは1741年11月13日のパイタでの捕獲からなんとか逃げ延び、1742年には海尉見習いとなった。この航海が完了した後ケッペルは中佐に任ぜられ、すぐに勅任艦長へと昇進した。彼は残りのオーストリア継承戦争期間を1748年に和平が結ばれるまで第一線ですごし、1747年には50門艦メイドストンをベルイル付近で座礁させてしまう失敗も犯した。これはフランス艦を追跡している時に起きた事故で、ケッペルは軍法会議にかけられたが無罪となり別の任務が与えられた。

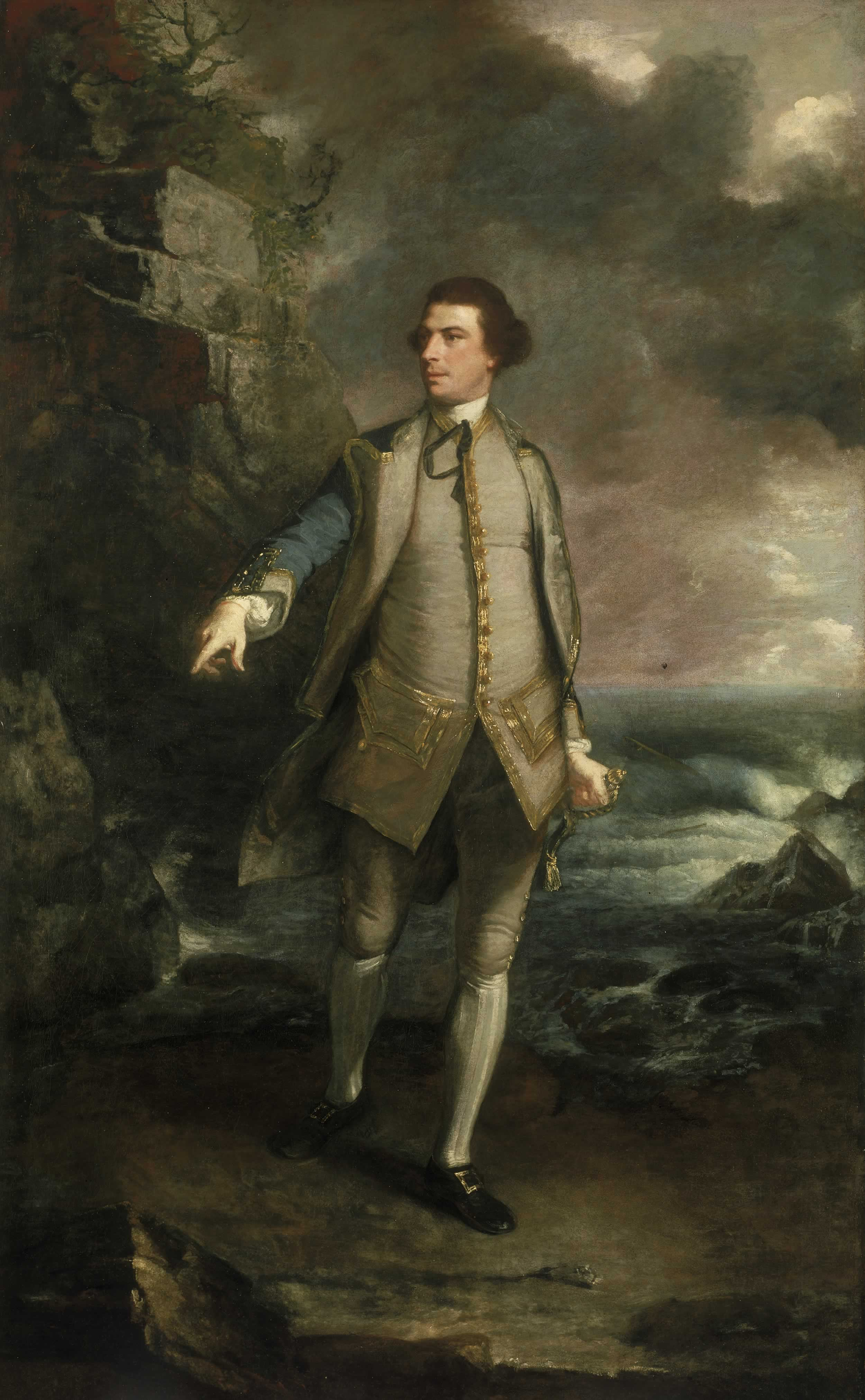
1752年頃のケッペル、レノルズ画

1749年5月11日に代将に任ぜられたケッペルがバーバリ海賊対策のために地中海へ向けて出航した際、レノルズはメノルカ島までセンチュリオンに便乗しており、そこで初めてのケッペルの肖像画を描いた。アルジェに到着したケッペルが太守との交渉に向かうと、太守は「イギリス国王は髭も生えていない少年を派遣してきた」と不満を漏らした。これに対してケッペルは「髭を生やしていなければいけないのであれば、雄ヤギを連れて来ればいい」と切り返した。交渉は成功し、ケッペルは1751年7月に帰国した。

### 七年戦争
ケッペルは七年戦争の間常に軍務に就いていた。1755年は北アメリカ、1756年はフランス沿岸で活動しており、さらに1758年にはアフリカ西岸に派遣された。また1759年のキブロン湾の海戦では彼の74門艦トーベイが最初に戦闘を開始した。ケッペルはまた1757年のジョン・ビング提督の軍法会議にも参加していた。彼はビングの救命のために熱心に活動したが、ついに判決を覆すことは出来なかった。
1762年にスペインがフランス側に立って参戦すると、ケッペルはジョージ・ポコックの次席指揮官としてイギリス軍のキューバ遠征に参加した。彼は艦隊に蔓延していた熱病によって苦しんだが、2万5千ポンドの捕獲賞金を得たことで父親の浪費が原因の窮乏から抜け出すことが出来た。

### 提督としての業績

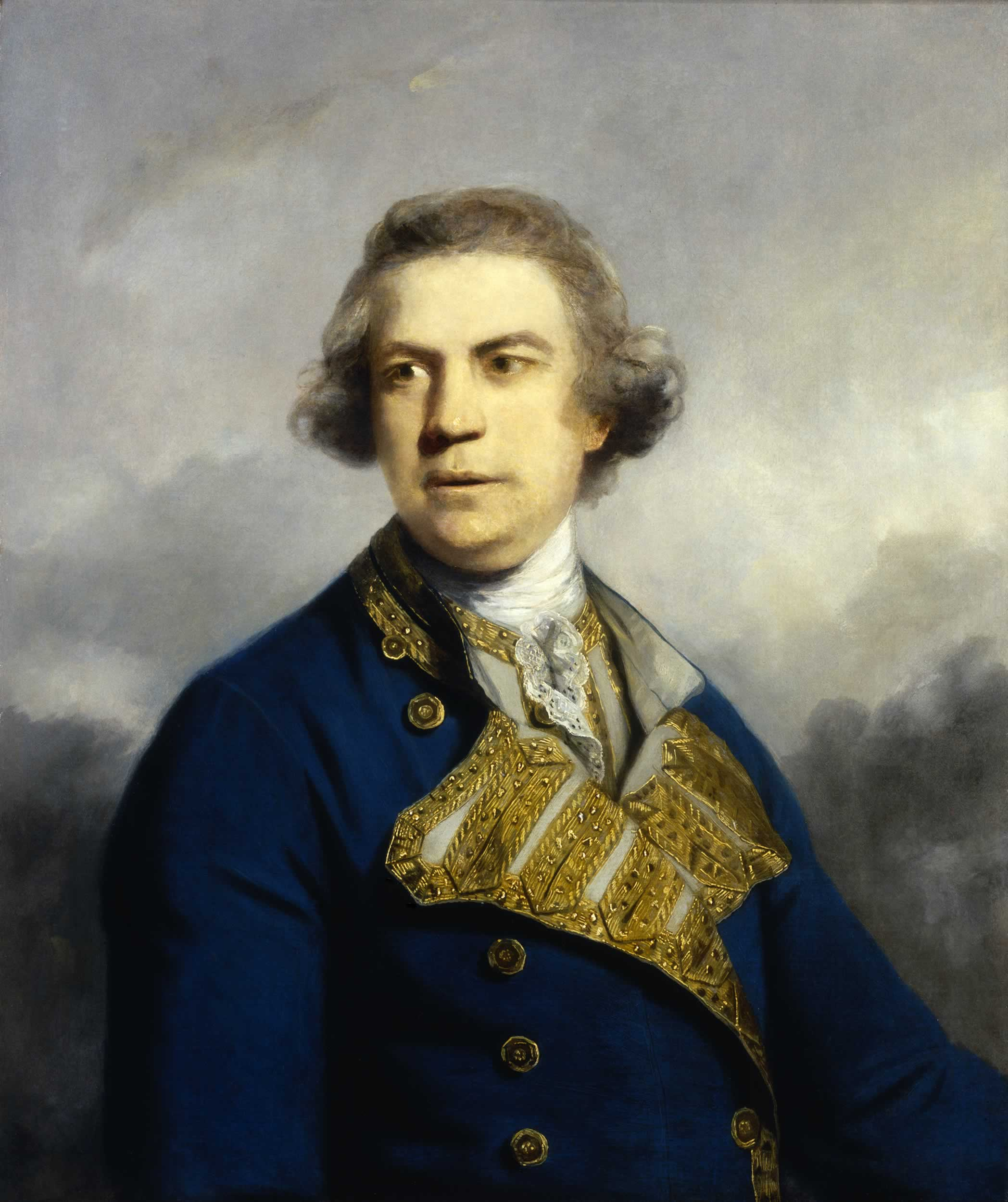
提督の軍服を着たケッペル、1765年、レノルズ画

ケッペルは1762年10月に少将になり、1765年7月から1766年11月まで海軍本部会議の構成員を勤めた。中将への昇進は1770年10月24日である。同年にフォークランド諸島でスペインとの紛争が発生した際には司令官として派遣される予定だったが、先に合意が成立したので実際に将旗を掲げることは無かった。

### アメリカ独立戦争
アメリカ独立戦争が始まった1778年はケッペルの生涯でもっとも重要視され、議論を呼んだ時期である。ケッペルは家族の縁故からも個人的信条からもロッキンガム候およびリッチモンド公に率いられたホイッグ党を熱心に支持しており、当時ジョージ3世の断固たる意思により政権から遠ざけられていたホイッグ党の主張に全面的な共感を覚えていた。ケッペルは1761年から1780年まではウィンザー選出、それ以降はサリー選出の庶民院議員だったが、ホイッグ党員として国王の取り巻きたちとは常に対立関係にあった。彼は他のホイッグ党員と同様、国王の取り巻きたち、とりわけ当時の海軍大臣サンドウィッチ伯爵は「どのような悪事でもやりかねない」と信じていた。それゆえ、1778年にフランス艦隊との決戦の準備が整った西部戦隊の指揮官に任じられて出航した時には、サンドウィッチ伯爵が彼の敗北を願っているとケッペルは考えていた。
さらに不運なことに、彼の指揮下の提督にはヒュー・パリサーが含まれていた。ケッペルは、海軍本部の一員であり庶民院議員でもあったパリサーをイギリス海軍の状態を悪化させた元凶の一人だと考えており、この見解は広く支持されていた。1778年7月27日、ケッペルはフランス艦隊とウェサン島の海戦を戦ったが、その結果は非常に不満足なものに終わる。その原因は主としてケッペル自身の不適切な指揮によるものだったが、パリサーが命令に従わなかったことも寄与していたため（後の調査ではパリサーの旗艦フォーミダブルは航行不能であったと認められている）、ケッペルはパリサーが彼を裏切って意図的に命令不服従をしたのだと信じるようになった。
ケッペルは公式の報告書ではパリサーを賞賛していたが、私生活では彼を非難していた。さらに、ケッペルの友人たちの協力の下にホイッグ党が非難の論陣を張り始めると、海軍省側も同様の論調で反論し、ついには双方が相手側を反逆罪で告発しあう事態となって、議会や軍法会議を巻き込むスキャンダルにまで発展した。ケッペルは1779年2月11日に軍法会議にかけられ無罪となったが、3月18日に海峡艦隊を辞した。パリサーも軍法会議で無罪となった。ウェサン島の海戦とその後の醜聞はイギリス海軍の凋落を示す出来事として受け止められている。

### 議会での活動
フレデリック・ノースが首相を辞任するまでの間、ケッペルは国会議員であった。彼は1755年から1761年までチチェスター選挙区、1761年から1780年まではウィンザー選挙区、1780年から1782年にかけてはサリー選挙区から選出されていた。
ノースが辞職すると、ケッペルは海軍大臣となり、ケッペル子爵およびエルデン男爵に叙せられた。大臣としての彼の経歴は際立ったものではなく、結局パリ条約締結に抗議して辞職した。その後ケッペルはフォックス＝ノース連立内閣に加わったことで政治的信用を無くし、公職から引退することになった。

### 晩年と遺産
ケッペルは生涯未婚のまま1786年10月2日に死亡した。エドマンド・バークは彼について「生まれつきに素晴らしい才能を持っており、荒々しいプライドの塊に繊細な美徳を継ぎはぎしたような人間」だと感傷的に評価している。

## 関連図書
- Wood, James, ed. (1907). "Keppel, Augustus, Viscount" . The Nuttall Encyclopædia (英語). London and New York: Frederick Warne.
- Mackay, Ruddock (7 January 2010) [23 September 2004]. "Keppel, Augustus, Viscount Keppel". Oxford Dictionary of National Biography (英語) (online ed.). Oxford University Press. doi:10.1093/ref:odnb/15439。 (要購読、またはイギリス公立図書館への会員加入。)
- Drummond, Mary M. (1964). "KEPPEL, Hon. Augustus (1725-86), of Elveden Hall, Suff.". In Namier, Sir Lewis; Brooke, John (eds.). The House of Commons 1754-1790 (英語). The History of Parliament Trust. 2024年7月27日閲覧。